# 牙齦切除術
牙龈切除术（英語：Gingivectomy）是一种牙科手术，通常由牙医或口腔外科医生切除口腔内的部分牙龈 ，改善牙齿的美观和健康狀況。
牙龈切除術是牙周治疗中最古老的手术方法 。切除術可通过去除牙周袋壁，提供通道予手術儀器彻底去除牙结石并整平牙根，为牙龈愈合和恢复生理牙龈轮廓创造良好的环境。该手术还可提供接触龈下龋齿或牙冠边缘的功能。 牙龈切除术還有一个常见美容用途是用於改善因牙龈过度生长导致的露龈笑。 

## 用途

### 去除骨上纤维和坚硬的牙周囊袋
牙龈切除术是减少牙周炎和骨上囊袋深度的主要治疗方法。  对于 3 毫米或更大的牙周袋，传统牙龈切除术在减少牙周袋深度和炎症方面比非手术治疗更为有效。 切除骨上囊袋能提供更好的通道以便去除牙结石，从而为牙龈的愈合和牙龈生理轮廓的恢复提供更好的环境。 

### 消除牙龈肿大
牙龈切除术有效改善药物引起的牙龈肿大，大多数患者在一年后没有出现复发的临床症状。 虽然它是最常见的治疗方法，但仅在严重过度生长时才适用。 
牙龈增大的另一个原因是一种称为牙龈纤维瘤病的遗传性疾病。牙龈组织大面积增生通常采用牙龈切除术治疗，術後相當美觀。 然而，這些疾病的复发是不可预测的。 这意味着患者有可能需要進行二次手术。 

### 增加临床牙冠高度

#### 牙龈边缘
牙龈切除术还可以增高牙的临床牙冠高度。这适用于因龈下龋病或牙冠骨折而导致缺乏足夠牙冠高度維持牙橋、牙套及陶瓷貼片等假体的牙齿。 手术治疗可在保持生物学宽度和临床附着的同时調整牙齦边缘。 

#### 露龈笑
微笑时牙龈露出最多 3 毫米在美學上是可以接受的。牙龈组织超过 3 毫米的笑容通常被认为不美观，稱為露龈笑。 与牙齦邊緣类似，可以进行牙龈切除术以增加牙冠高度从而提供更好的美观效果和正常的牙龈结构。 
男性和女性上顎正中門牙的平均垂直高度分别为 10.6 毫米和 9.8 毫米。 当唇线处于静止状态时，男性上顎门牙的平均露出长度为 1.91 毫米，女性为 3.40 毫米（几乎是男性的两倍）。 上顎門牙牙冠的可见高度在统计学上存在显著的性别差异。 女性患者的笑线更高，而男性患者的笑线更低。 高笑线可以露出整个牙冠和丰富的牙龈。因此，有些人可能認為露出一定程度的牙龈在美观上令人愉悦并显得年轻。
此外，前后段牙龈的轮廓也可能影响微笑曲綫。 有些人在微笑时，可以看到上顎的第二小臼齒到另一侧的第二小臼齒。 因此，有人认为在一些病例中手术应包括第一大臼齒之间的所有牙齿，尤其是在牙冠增長術中，這有助实现美观的牙龈结构以及幫助上顎前牙和后牙的牙龈轮廓和谐地展露出來。 除此之外，唇侧或邻面软组织萎缩的区域也容易出现黑三角。  

## 禁忌症
- 需要进行涉及骨的手术時

- 当牙周袋底部位于牙龈黏膜交界处顶端时

- 美观考虑，尤其是上顎骨前部

牙齿/牙龈形态特征和口周結構也会影响患者的微笑曲綫。 

## 方法和术后復原
牙龈切除术有多种方法。 

### 手术牙龈切除术
为了减少患者术后疼痛，外科医生应尽可能使手术无创伤。手术后最初可能会感到疼痛，但这种疼痛会在几天内消退，并可以通过药物适当控制以缓解疼痛。患者在初始愈合阶段咀嚼时应避免使用手术涉及的部位。充分控制牙菌斑对于維持手术效果非常重要，可以減少术后感染，維持口腔衞生。然而，手术结果也可能受到其他因素的影响，例如患者的全身状况。如果患者没有适当的口腔卫生和术后护理，那么疾病复发是難以避免的。患者在手术后最初可能会因为疼痛和不适而难以自行进行口腔卫生护理，因此建议定期进行专业的牙齿清洁。手术后，患者應立即使用适当的抗牙菌斑剂漱口。拆线后，应冲洗该区域并抛光牙齿。如果该区域已再次適合刷牙，则應使用在热水中软化的牙刷並轻柔地刷牙。术后早期，强烈建议不要使用牙縫刷，以免损伤手术区域的牙间组织，患者可以使用牙签作为替代品。患者應每两周检查一次，以监测其牙菌斑水平。如果牙菌斑控制达标，则复诊间隔可以延長。 

### 电牙龈切除术
电外科手术是指将高频波形或电流有意地通过身体组织，以实现可控的手术效果。 它已在牙科领域应用了 60 多年。 
电外科手术可在需要无血环境的情况使用，前提是骨头没有与仪器接触，并且有良好的口腔卫生。 由于成本、資訊不流通等多种因素，该技术尚未得到广泛应用。 
电外科手术装置中必须有电路来允许电流流动。通过改变电流的激活模式，电外科手术可用于切割软组织或凝血。电外科技术的基本类型包括凝固法、干燥法、电灼法和电切法（切割法）。大多数临床手术都是通过电切术完成的。 
电外科手术装置主要有两种类型：单极电外科手术装置和双极电外科手术装置。  
在单极装置中，需要一个单独的电极，通常为位于患者背后。电流始于电外科装置，通过导线流到口腔部位，然后流到次级电极。当其与口腔组织接触并切割时就会产生热量。双极装置的切割尖端上有两个电极，电流从一个电极流向另一个电极，其切割范围更广。 
与手术刀伤口愈合情况相比，研究结果差异很大，但研究发现，电外科设备可减少出血，并且大多数患者在手术后几乎没有疼痛。与手术刀技术相比，它可能对邻近组织造成更多损伤，伤口愈合更慢，炎症反应更强烈。  

### 激光牙龈切除术
激光包括：
- 摻釹钇铝石榴石激光
- 二氧化碳激光
- 二极管激光

有研究表明，激光可以显著减少放线杆菌（Aa）等细菌，从而减轻炎症，促进愈合过程。  患者通常也樂意接受激光治疗，因为患者疼痛感很輕。摻釹钇铝石榴石激光用于刮除牙周袋上皮時对下层组织几乎没有损伤。 
牙周治疗的目的是恢复牙周健康和将牙龈组织重新附着到先前感染的牙根表面，这通常通过常规洁治、根面治疗和超声波治疗来实现。 然而，传统治疗不能完全去除牙菌斑和牙结石，激光是一种有效的牙周治疗工具，因为： 
- 它能有效地杀灭受感染的牙根表面和牙周袋内的微生物群落
- 刮除邻近的囊袋上皮
- 去除玷污层
- 增强消除结石的能力

动物研究表明，使用摻釹钇铝石榴石激光治疗后，大鼠皮肤的反应比手术切口更好，但这仅在激光能量和频率参数较低时有效，而较高能量水平会导致疤痕形成和伤口愈合減漫。  
临床上使用激光进行牙龈切除术包括反复照射并用湿纱布擦拭组织残留物，这样可以使手术区无血，从而为操作者提供更好的視綫和更大的操作空間。除了消融和凝血之外，激光还可以消毒组织，从而无需术后敷料。 对于因药物引起的牙龈增生患者，激光牙龈切除术与手术刀牙龈切除术相比，術後牙齦增生量极低，甚至沒有增生。